# Gustavo Zacchi
Gustavo Zacchi (Milano, 15 ottobre 1899 – Milano, 23 novembre 1951) è stato un calciatore italiano, di ruolo attaccante.

## Carriera
Inizia a giocare nel Milan nel 1914, facendo il suo esordio in massima serie il 16 maggio 1915 in Torino-Milan 1-1. Nel 1916 ha vinto la Coppa Federale con i rossoneri. Nel 1917 ha giocato 8 partite nella Coppa Regionale Lombarda, nella quale ha anche segnato 11 reti. In seguito ha giocato con la squadra rossonera anche dal 1921 al 1924, ed il 22 gennaio 1922 ha segnato il suo primo gol in campionato in Milan-Vicenza 7-0.
In carriera ha collezionato in 15 presenze in massima serie, con anche 3 gol segnati.

## Palmarès

### Club

#### Competizioni nazionali
- Coppa Federale: 1

Milan: 1915-1916